# Fever (Kylie Minogue-album)
A Fever az ausztrál énekesnő Kylie Minogue nyolcadik stúdióalbuma, mely 2001. október 1-jén jelent meg nemzetközileg a Parlophone gondozásában. Az albumot később adták ki az Egyesült Államokban 2002. február 26-án a Capitol Records által, mely is második stúdióalbuma óta az első lemeze volt, melyet az országban megjelentettek. Minogue olyan dalszerzőkkel és producerekkel dolgozott együtt, mint Cathy Dennis, Rob Davis, Richard Stannard, Julian Gallagher, Tom Nichols, Pascal Gabriel és mások, hogy egy olyan dance-pop albumot alkosson, melyen diszkó és europop behatások is fellelhetők. Ezek mellett a lemezen szintipop és elektronikus zenei behatások szintén megtalálhatók. Négy kislemez lett a lemezről kiadva. Az első kislemez, a „Can’t Get You Out of My Head” 2001 szeptemberében jelent meg, mely hatalmas sikert ért el. Első helyezést ért el több mint negyven országban és több mint hatmillió példányban kelt el világszerte. Ez a dal, melyet Minogue névjegyenként tartanak számon, az énekesnő legtöbb példányban elkelt dala a mai napig és minden idők egyik legtöbb példányban eladott dala. A következő kislemezek, az „In Your Eyes” és a „Love at First Sight” is jól szerepeltek a nemzetközi slágerlistákon. Az utolsó kislemez, a „Come into My World” 2004-ben Grammy-díjat nyert a „Legjobb Dance Felvétel” kategóriában. Mind a négy kislemez Top 10-es lett Ausztráliában és az Egyesült Királyságban, melyek közül a „Can’t Get You Out of My Head” első lett  mindkét országban. Az album promóciója kapcsán, Minogue turnéra indult, melynek a KylieFever2002 nevet adták.
Megjelenése idején a kritikusoktól pozitív kritikákat kapott, melyekben a lemez kommercionális természetét és a produceri munkát magasztalták. A lemez kommercionálisan is sikeres volt, első helyezést elérve olyan országok listáin, mint Ausztrália, Ausztria, Németország, Írország és az Egyesült Királyság. Az Egyesült Államokban a harmadik helyet érte el a Billboard 200 lemezeladási listáján, ezzel Minogue legsikeresebb lemeze lett az országban. Ausztráliában az album hétszeres platinalemez státuszt ért el az Ausztrál Hanglemezgyártók Szövetsége által, az Egyesült Királyságban ötszörös platina lett a Brit Hanglemezgyártók Szövetsége által, az Egyesült Államokban az Amerikai Hanglemezgyártók Szövetsége platinalemezzel díjazta az albumot. A Fever Brit-díjat kapott a 2002-es díjátadón a „Legjobb Nemzetközi Album” kategóriában. Ausztráliában a Fever az évtized tizenharmadik legsikeresebb lemeze lett.

## Háttér és kidolgozás
1999-ben Minogue a Parlophone kiadóhoz szerződött és a következő évben kiadta hetedik stúdióalbumát, a Light Years-t. A diszkó és europop inspirálta album szakmailag és kereskedelmi szempontból sikeres volt. Később négyszeres platinastátuszt ért el Minogue hazájában, Ausztráliában, melyet 280 000-es eladásának köszönhet és egyszeres platinalemez lett az Egyesült Királyságban a több mint 300 000 eladott példány után. A „Spinning Around” lett az album vezető kislemeze, mely eladások tekintetében is sikeres volt. Ausztráliában platinalemez lett 70 000 eladott példánya után, míg az Egyesült Királyságban ezüstlemezt ért el 200 000-es eladásának következményeként. A lemezt később az On a Night Like This Tour elnevezésű koncertsorozatával promotálta. Röviddel ezután Minogue el kezdett dolgozni nyolcadik lemezén, a Fever-ön. Az albumon olyan producerekkel és dalszerzőkkel dolgozott, mint a brit énekesnő és dalszerző Cathy Dennis, aki két dalban is részt vett társszerzőként, abból a háromból, melyeknek a társproduceri munkáját is ellátta, Rob Davis, aki három dalnak volt a társszerzője és társproducere, Richard Stannard és Julian Gallagher, akik számos dal társszerzői és társproducerei voltak, mint a „Love at First Sight”, az „In Your Eyes” és a „Love Affair”. Minogue korábbi albumaihoz hasonlóan, a Fever is egy diszkó és europop lemez, mely elektronikus zenei elemeket is tartalmaz. A lemez felvételei londoni és dublini stúdiókban zajlottak.

## Zenei stílus és dalszövegek
A Fever elsősorban egy dance-pop album, mely olyan prominens elemeket tartalmaz, melyeket az 1970-es évek diszkó zenéje és az europop inspirált. Olyan dalok, mint a nyitó dala, a „More More More” vagy a záró dal, a „Burning Up” jó példái az albumon hallható diszkó behatással bíró produceri munkának. Néhány tinipop elem hallható az olyan dalokban, mint a „Love at First Sight”, mely elektronikus zongorával nyit, és a „Give It to Me”, melyet agresszívnak tituláltak. Az első kislemez, a „Can’t Get You Out of My Head”, egy robotszerű, középtempójú dance-pop és nu-diszkó dal. Számos kritikus megjegyezte, hogy számos dal a lemezen, különösen a „Come into My World”, hasonló a „Can’t Get You Out of My Head”-hez. A címadó dal a „Fever” és a „Dancefloor” szintipop és elektronikus zenei elemeket tartalmaz. Az „In Your Eyes” diszkó és techno elemeket tartalmaz, míg a „Fragile” némi ambient elemet, melynek köszönhetően „atmoszférikusnak” nevezték a dalt. Minogue hangterjedelme a „More More More” érzékiségétől a „Your Love” édességéig terjed. Minogue korábbi lemezeitől eltérően, a Fever nem tartalmaz balladát. A Fever album dalszövegei leginkább a szerelem és az élvezetek témájára fókuszál. Néhány kritikus szerint az album a táncról és arról szól, hogy az ember jól érzi magát. A „Love at First Sight”-ban Minogue arról énekel, hogy hogy szeretett bele partnerébe első látásra és hogy ez milyen jó dolgokhoz vezetett az életében. A „Can’t Get You Out of My Head”-et egy misztikumként írják le, mert Minogue soha nem említi, hogy a dalban ki vágyai tárgya. A „Come into My World” a „szerelem meginvitálása”, ahogy Minogue meginvitálja partnerét az életébe. A „Dancefloor” viszont olyan témákkal foglalkozik, mint egy kapcsolat vége, melyben Minogue egy szakítást ünnepel a zenén keresztül.

## Kiadás és borító
A Fever-t 2001. október 1-jén adta ki a Parlophone Records Ausztráliában, az Egyesült Királyságban és más európai országokban. Az Egyesült Államokban az album a Capitol Records gondozásában került a piacra 2002. február 26-án, ahol ez lett a második kiadott lemeze az 1989-es Enjoy Yourself után. Az album ausztrál verziójának bónuszdala a „Tightrope” lett, míg a japán kiadásé a „Good Like That” és a „Baby” illetve az amerikai kiadáson a „Boy” és Light Years albumon már korábban szereplő „Butterfly”. Az album speciális változata, mely egy bónuszlemezt is tartalmazott remixekkel és a korábban kiadatlan „Whenever You Feel Like It”-tel 2002. november 19-én jelent meg. Az album borítójának különböző verziója van. Minogue közeli barátja és stylistja William Baker együtt dolgozott a grafikus tervező Tony Hung-gal, hogy megalkossák az elektro minimalizmus koncepcióját. A legtöbb nemzetközi kiadás borítóján Minogue egy mikrofonnal a kezében látható egy fehér atlétatrikóban és fehér magassarkú cipőben. Az amerikai verzió borítóján viszont Minogue-ról egy közelképet láthatunk, melyen egy karkötőbe harap. Ez a fotó lett a második kislemez, az „In Your Eyes” borítója is.

## Kislemezek
A „Can’t Get You Out of My Head” 2001. szeptember 17-én az album első kislemezeként lett kiadva. A dalt nagyon jól fogadták a kritikusok, ahol többségük a táncolhatóságát és hangulatát dicsérte leginkább. A dal kereskedelmi szempontból is hatalmas siker volt. Finnországot kivéve, ahol a dal az ötödik helyezést érte el, minden európai ország listájának első helyét foglalta el. A dal szintén első lett Ausztráliában, Kanadában és Új-Zélandon is. Az Egyesült Államokban a dalt 2002. február 18-án adták ki, ahol a Billboard Hot 100-on hetedik helyét tudta elcsípni magának, ugyanakkor a Dance Club Songs listán első lett. Ausztráliában háromszoros platina státuszt ért el több mint 210 000 eladott példánya után, platinalemez lett az Egyesült Királyságban, ahol több mint 600 000 példányban fogyott és aranylemez lett az Egyesült Államokban több mint 500 000 eladott példányának köszönhetően. A dalhoz készült videóban Minogue-ot és számos táncost láthatunk többféle futurisztikus háttér előtt.
Az „In Your Eyes” az album második kislemezeként jelent meg 2002. február 18-án, kivéve az Egyesült Államokban, ahol pont ekkor jelent meg a „Can’t Get You Out of My Head”. Általánosságban pozitív visszajelzést kapott a kritikusoktól, akik dicsérték a dal house-os jellegét. Ez a dal lett egymás után a második kislemez a lemezről, mely első lett Ausztráliában. A dal nemzetközileg is sikeres volt kereskedelmi szempontból és bejutott a Top 10-be olyan országokban, mint Finnország, Olaszország, Svájc és az Egyesült Királyság. Ausztráliában aranylemez lett, miután több mint 35 000 példányban kelt el illetve, és ezüstlemez lett az Egyesült Királyságban 200 000-es eladásának köszönhetően. A dal videójában Minogue egy megkoreografált táncbetétet ad elő és különböző pózokban látható színes neonfényes háttér előtt.
A „Love at First Sight” az album harmadik kislemezeként 2002. június 10-én lett megjelentetve. A kritikusok pozitívan fogadták, sokuk a dalon érzékelhető produceri munkát emelték ki. A dal kereskedelmi szempontból sikeres volt nemzetközileg és olyan országok listáján jutott be a Top 10-be, mint Ausztrália, Dánia, Olaszország, Új-Zéland és az Egyesült Királyság. A dalt Ruff and Jam remixelte, és ez a verzió lett az Egyesült Államokban kiadva, ahol a 23. helyet sikerült elérnie a Billboard Hot 100-on. Ausztráliában több mint 35 000 példányban, Új-Zéland-on pedig 7500 példányban fogyott, amiért aranylemez lett mindkét országban. A dal videójában Minogue futurisztikus környezetben táncol. A dal később 2003-ban egy Grammy-díjra lett jelölve a „Legjobb Dance Felvétel” kategóriában, mely Minogue első Grammy jelölése lett.
A „Come into My World” 2002. november 11-én lett kiadva az album negyedik és egyben utolsó kislemezeként. A kritikusok pozitívan fogadták a dalt, akik a dal szövegét dicsérték. Anyagilag a dal elég sikeres volt és a Top 10-be jutott Ausztráliában és az Egyesült Királyságban. Az Egyesült Államokban a 91. helyéig jutott a Billboard Hot 100 listán. A dalhoz tartozó videóban Minogue egy forgalmas utcán sétál körbe-körbe a franciaországi Párizs közelében. Minden alkalommal miután megtesz egy teljes kört, Minogue egyik másodpéldánya jelenik meg az egyik üzletben. A videó végére már négy Minogue látható együtt.

## Promóció
Minogue az album promócija végett indult el a KylieFever2002 turnéra. A turné hét fejezetre lett bontva, melyen a lemezről a „Can’t Get You Out of My Head”, „Come into My World”, „Fever”, „In Your Eyes”, „Love at First Sight” és a „Burning Up” felkerült a listára. A fellépéseken Minogue testhezálló ruhákat viselt, a koncertek elején csillogó ezüst bikinit és szoknyát hordott ezüst csizmával. A ruhákat az olasz divatház, a Dolce & Gabbana tervezte, és Minogue a koncert során nyolcszor öltözött át. A Manchester Aréna-ban adott koncert rögzítve lett és 2002. november 18-án lett kiadva DVD-n KylieFever2002: Live in Manchester címmel. A DVD platina lett Kanadában, ahol 10 000 példányban kelt el, arany Németországban, ahol 25 000 darab kelt el belőle, és dupla platina az Egyesült Királyságban 100 000-es eladásának következményeként.

## Fogadtatás

### A kritikusok értékelései
A Fever általában pozitív kritikákat kapott a kritikusoktól. A Metacritic-nél, ahol az értékelést 100 vélemény alapján állapítják meg, a Fever 15 vélemény alapján 68 pontot ért el átlagosan, ami „általában kedvező kritikát” jelent. Jason Thompson a PopMatters-nél extrém pozitív kritikával illette az albumot és dicsérte a koncepcióját és a produceri munkát és a lemezt a „gyönyörű dance-pop egy tökéletes albumának” nevezte és kijelentette, hogy „szerinte ennél jobb lemez nem lesz egész évben”. Chris True az AllMusic-nál szintén pozitívan értékelte az albumot és nagyon élvezte a lemezen hallható egyszerű diszkó és dance-pop zenét, mondván, hogy nincs az albumon „egyetlen gyenge dal vagy rosszul elhelyezett ballada, ami tönkretenné a ritmusát”.  Az NME is pozitív kritikát adott a lemeznek és megjegyezte, hogy bár nincsenek nagy mélységei, mégis felüdítő és hogy Minogue a lemezen át megmutatja a feltörekvő előadóknak, hogy is kell ezt csinálni. A Pitchfork Media pozitívan értékelte az albumot és dicsérte a lemez egyszerű és kényelmes kompozícióját, és úgy jellemezte, hogy „egy érett hangzás egy érett művésztől, amely nagy eséllyel újra bemutatja Minogue-ot a VH1 generációnak”. A The Guardian dicsérte a lemez kereskedelmi mivoltát és „egy érett pop lemeznek” nevezte és egy ügyes terméknek, amit azért alkottak, hogy pénzt csináljon. A BBC Music dicsérte az album egyenletességét és kereskedelmi sikerét azt jósolva, hogy a lemez „nagy eladásokat fog produkálni”. Michael Hubbard a MusicOMH-nál élvezte az album vidám természetét és azt mondta, hogy „ha olyan zenét akarsz, ami jó a vezetéshez, amire jól lehet táncolni, amit le lehet játszani egy házibulin, amivel fel lehet vidítani a munkatársaidat, akkor a Fever neked való”. Mindazonáltal a Slant Magazine negatív kritikát adott az albumnak kritizálva Minogue „fájdalmasan precíz” vokáljait és a lemez monotonitását.

### Kereskedelmi fogadtatás
Minogue szülőhazájában, Ausztráliában a Fever 2001 október 21-nek hetében érte el az első helyezést az ausztrál lemezeladási listán, ahol összesen öt hetet töltött el. Ebben az országban az albumot hétszeres platinalemezzel díjazta az Ausztrál Hanglemezgyártók Szövetsége, miután több mint 490 000 példányt adtak el belőle. Az album sikere Ausztráliában olyan nagy volt, hogy az ország tíz legtöbb példányban eladott lemeze közt tartották számon, ötödik helyezést ért el 2001-ben és negyedik lett 2002-ben. Emellett mindkét évben az ország legtöbb példányban elkelt dance albuma lett. Az Egyesült Királyságban első helyezést ért el a Fever a brit albumlistán 2001 október 13-nak hetében és összesen két hetet töltött ebben a pozícióban. Az album összesen 70 hetet töltött a Top 40-ben ezen a listán. Ebben az országban ötszörös platinalemezt kapott a Brit Hanglemezgyártók Szövetségétől több mint 1 500 000 eladott példányának köszönhetően.
Az album hasonló sikereket ért el más országokban szintén. Ausztriában első helyezett lett az albumlistán és összesen 29 hetet töltött ezen a listán. Az album 15 000 példányos eladása után platinalemez státuszt ért el az International Federation of the Phonographic Industry által. Dániában a negyedik helyet szerezte meg az albumlistán, ahol egy hetet töltött ebben a pozícióban, és az országban az IFPI aranylemezzel jutalmazta az albumot. Franciaországban a 21. helyet szerezte meg az albumlistán, ahol összesen három hetet töltött ebben a pozícióban, és itt a Syndicat National de l’Édition Phonographique platinalemezzel honorálta az album több mint 100 000 példányos eladását. Németországban az album két hetet töltött az albumlista első helyén. Itt a Bundesverband Musikindustrie platinalemezzel jutalmazta az albumot több mint 200 000-es eladása után. Írországban az albumlista második helyét szerezte meg magának, ahol egy hetet töltött ebben a pozícióban. Új-Zélandon a harmadik helyig jutott a listán, ahol egy hétig tartotta ezt a pozíciót. Ebben az országban a Recording Industry Association of New Zealand kétszeres platinalemezzel jutalmazta az albumot 30 000-es eladása után. Svájcban a harmadik helyet szerezte meg a Schweizer Hitparade listán, ahol egy hetet töltött ebben a pozícióban. Itt több mint 40 000-es eladásának köszönhetően kétszeres platinalemezzel jutalmazta az albumot az IFPI.
Az Egyesült Államokban az első héten a lemez több mint 115 000 példányban kelt el, melynek köszönhetően a harmadik helyezést érte a Billboard 200-as lemezeladási listáján. Később az album platina státuszt ért el több mint egymillió eladott példánya után az Amerikai Hanglemezgyártók Szövetsége által. Kanadában az albumlistán a Top 10-be jutott, ahol két hetet töltött. Ebben az országban kétszeres platinalemez státuszt ért el az album több mint 200 000-es eladása után a Music Canada által. A Fever világszerte több mint hatmillió példányban kelt el.

### Hatás és elismerések
Megjelenését követően a Fever világszerte hatmillió példányban kelt el, és ezzel a mai napig Minogue legtöbb példányban eladott lemeze lett. Az album vezető kislemeze a „Can’t Get You Out of My Head” első helyezést ért el 40 országban és hat millió példányban kelt el világszerte, mellyel Minogue legtöbb példányban elkelt kislemeze lett és minden idők egyik legsikeresebb kislemeze is egyben. Érdemes megjegyezni, hogy ez a dal lett Minogue anyagilag legnagyobb és legerősebb slágere, mely meghozta neki az áttörést az Egyesült Államokban, ahol korábban kis sikert tudott csak elérni. Emellett ez a dal lett Minogue úgymond védjegye. A kislemez sikerének köszönhetően az album hasonló sikert könyvelhetett el az Egyesült Államokban, ahol a mai napig ez az egyetlen albuma, mely platina státuszt ért el. Az IFPI szerint a Fever globálisan a harmincadik legtöbb példányban elkelt lemez lett 2002-ben. Emellett ez az albumot tartják Minogue folytonos megújulásának ékes példájának. Azt az imázst, melyet Minogue ebben az időszakban képviselt William Baker minimalistaként és posztmodernként jellemzett és előrelépést jelentett az előző album, a Light Years hangviteléhez képest.
A Fever emellett számos elismerést és jelölést hozott Minogue számára különböző díjátadókon. A 2002-es ARIA Awards-on az album megnyerte a „Legjobb Pop Kiadvány” és a „Legtöbb Példányban Eladott Album” kategóriákat és jelölést kapott „Az Év Albuma” kategóriában is. Ugyanezen a díjátadón a „Can’t Get You Out My Head” megnyerte az „Év Dala” és a „Legnagyobb Példányban Elkelt Kislemez” kategóriákat. A 2002-es Brit Awards-on a Fever nyerte a „Legjobb Nemzetközi Album” díját, de emellett Minogue jelölést kapott a „Legjobb Nemzetközi Női Szóló Előadó” és „Legjobb Pop Előadó” kategóriákban, melyek közül az első kategóriában sikert is aratott. A 2002-es MTV Europe Music Awards-on az album jelölést kapott a „Legjobb Album” kategóriában. Emellett Minogue-ot jelölték a „Legjobb Női Előadó”, a „Legjobb Dance Előadó” és a „Legjobb Pop Előadó” kategóriákban, melyek közül az utolsó kettőt meg is nyerte. Ebben az időszakban kapta Minogue első Grammy-díjas jelölését, amikor a 2003-as Grammy-díjan a „Love at First Sight”-ot jelölték a „Legjobb Dance Felvétel” kategóriában. Végül Minogue ugyanebben a kategóriában nyert egy Grammy-t 2004-ben a „Come into My World”-ért.

## Számlista
|     | Cím                          | Szerző(k)                                                    | Producer(ek)        | Hossz |
| --- | ---------------------------- | ------------------------------------------------------------ | ------------------- | ----- |
| 1.  | More More More               | Tommy D, Liz Winstanley                                      | Tommy D             | 4:40  |
| 2.  | Love at First Sight          | Kylie Minogue, Richard Stannard, Julian Gallagher, Ash Howes | Stannard, Gallagher | 3:57  |
| 3.  | Can’t Get You Out of My Head | Cathy Dennis, Rob Davis                                      | Dennis, Davis       | 3:49  |
| 4.  | Fever                        | Greg Fitzgerald, Tom Nichols                                 | Fitzgerald          | 3:30  |
| 5.  | Give It to Me                | Minogue, Mark Picchiotti, Steve Anderson                     | Picchiotti          | 2:48  |
| 6.  | Fragile                      | Rob Davis                                                    | Davis               | 3:44  |
| 7.  | Come into My World           | Cathy Dennis, Rob Davis                                      | Dennis, Davis       | 4:30  |
| 8.  | In Your Eyes                 | Minogue, Richard Stannard, Julian Gallagher, Ash Howes       | Stannard, Gallagher | 3:18  |
| 9.  | Dancefloor                   | Steve Anderson, Cathy Dennis                                 | Anderson            | 3:24  |
| 10. | Love Affair                  | Minogue, Stannard, Gallagher                                 | Stannard, Gallagher | 3:47  |
| 11. | Your Love                    | Minogue, Pascal Gabriel, Paul Statham                        | Gabriel, Statham    | 3:47  |
| 12. | Burning Up                   | Fitzgerald, Nichols                                          | Fitzgerald, Nichols | 3:59  |

| 13. | Tightrope | Minogue, Gabriel, Statham | Gabriel, Statham | 4:27 |

| 12. | Good Like That | Joe Belmaati, Mich Hansen, Kara DioGuardi | Cutfather, Belmaati, DioGuardi | 3:33 |
| 13. | Baby           | Winstanley, Bottolf Lodemal, Lars Aass    | Winstanley, Lodemal, Aass      | 3:49 |
| 14. | Burning Up     | Fitzgerald, Nichols                       | Fitzgerald, Nichols            | 3:59 |

| 13. | Boy       | Minogue, Stannard, Gallagher | Stannard, Gallagher | 3:47 |
| 14. | Butterfly | Minogue, Anderson            | Picchiotti          | 4:09 |

| 1. | Can’t Get Blue Monday Out of My Head                               | 4:03 |
| 2. | Love at First Sight (The Scumfrog’s Beauty & the Beast Vocal Edit) | 4:28 |
| 3. | Can’t Get You Out of My Head (Deluxe’s Dirty Dub)                  | 6:52 |
| 4. | In Your Eyes (Roger Sanchez’s Release the Dub Mix)                 | 7:18 |
| 5. | Love at First Sight (Ruff & Jam US Radio Mix)                      | 3:49 |
| 6. | Come into My World (Fischerspooner Mix)                            | 4:20 |
| 7. | Whenever You Feel Like It                                          | 4:06 |

## Közreműködők
| - Kylie Minogue – vezető vokál, háttérvokál - Steve Anderson – rendező, billentyűs, producer, programozás - William Baker – stylist - Adrian Bushby – hangkeverés - Tom Carlisle – hangkeverés - TommyD – hangkeverés, producer - Rob Davis – dob programozás, mérnök, elektromos gitár, billentyűs, hangkeverés, producer - Cathy Dennis – billentyűs, hangkeverés, producer, háttérvokál - Wendy Dougan – dizájn - Bruce Elliot Smith – hangkeverés, programozás - Tom Elmhirst – hangkeverés - Greg Fitzgerald – gitáros, billentyűs, producer, programozás - Pascal Gabriel – hangkeverés, producer - Julian Gallagher – billentyűs, producer - Billie Godfrey – háttérvokál | - Martin Harrington – mérnök, gitár, billentyűs, programozás - Ash Howes – mérnök, billentyűs, keverés, programozás - Anders Kallmark – mérnök, programozás - Phil Larsen – mérnök, keverés, programozás - Steve Lewinson – basszusgitár - Tom Nichols – producer - Tim Orford – hangkeverés - Vincent Peters – fotográfia - Mark Picchiotti – hangkeverés, producer - Richard Stannard – gitáros, producer, háttérvokál - Paul Statham – producer - Alvin Sweeney – mérnök, programozó - John Thirkell – fuvola, trombita - Gavyn Wright – húrok - Paul Wright – mérnök, keverés |

## Helyezések
| Albumlista (2001–02)                 | Legjobb helyezés |
| ------------------------------------ | ---------------- |
| Ausztrália (ARIA Charts)             | 1                |
| Ausztria (Ö3 Austria Top 40)         | 1                |
| Belgium (Ultratop Flandria)          | 14               |
| Belgium (Ultratop Vallónia)          | 12               |
| Kanada (Canadian Albums Chart)       | 10               |
| Dánia (Hitlisten)                    | 4                |
| Németalföld (Dutch Charts)           | 8                |
| Finnország (Suomen virallinen lista) | 20               |
| Franciaország (SNEP)                 | 21               |
| Görögország (IFPI)                   | 2                |
| Németország (Media Control Charts)   | 1                |
| Magyarország (Mahasz)                | 2                |
| Írország (Ír albumlista)             | 1                |
| Olaszország (FIMI)                   | 6                |
| Japán (Oricon)                       | 5                |
| Új Zéland (Recorded Music NZ)        | 3                |
| Norvégia (VG-lista)                  | 4                |
| Lengyelország (ZPAV)                 | 12               |
| Dél-Afrika (RiSA)                    | 12               |
| Svédország (Sverigetopplistan)       | 10               |
| Svájc (Schweizer Hitparade)          | 3                |
| Egyesült Királyság (OCC)             | 1                |
| Egyesült Államok (Billboard 200)     | 3                |

| Albumlista (2001)                | Helyezés |
| -------------------------------- | -------- |
| Ausztrália (ARIA Charts)         | 5        |
| Ausztria (Ö3 Austria Top 40)     | 24       |
| Dánia (Hitlisten)                | 61       |
| Németalföld (Dutch Charts)       | 62       |
| Franciaország (SNEP)             | 143      |
| Svédország (Sverigetopplistan)   | 92       |
| Svájc (Schweizer Hitparade)      | 18       |
| Egyesült Királyság (OCC)         | 14       |
| Albumlista (2002)                | Helyezés |
| Ausztrália (ARIA Charts)         | 4        |
| Ausztria (Ö3 Austria Top 40)     | 71       |
| Belgium (Ultratop Flandria)      | 67       |
| Belgium (Ultratop Vallónia)      | 64       |
| Németalföld (Dutch Charts)       | 47       |
| Franciaország (SNEP)             | 55       |
| Svájc (Schweizer Hitparade)      | 41       |
| Egyesült Királyság (OCC)         | 16       |
| Egyesült Államok (Billboard 200) | 82       |
| Világszerte (IFPI)               | 30       |
| Albumlista (2003)                | Helyezés |
| Ausztrália (ARIA Charts)         | 57       |
| Egyesült Királyság (OCC)         | 196      |

| Albumlista (2000–09)     | Legjobb helyezés |
| ------------------------ | ---------------- |
| Ausztrália (ARIA Charts) | 13               |
| Egyesült Királyság (OCC) | 43               |

## Minősítések és eladási adatok
| Ország                     | Minősítés          | Minősítési érték | Alapul         |
| -------------------------- | ------------------ | ---------------- | -------------- |
| Argentína (CAPIF)          | Aranylemez         | 20 000+          | Szállításokon  |
| Ausztrália (ARIA)          | 7×-es platinalemez | 490 000+         | Szállításokon  |
| Ausztria (IFPI)            | Platinalemez       | 40 000+          | Szállításokon  |
| Belgium (BEA)              | Aranylemez         | 20 000+          | Értékesítésben |
| Kanada (Music Canada)      | 2×-es platinalemez | 200 000+         | Szállításokon  |
| Dánia (IFPI)               | Aranylemez         | 25 000+          | Szállításokon  |
| Európa (IFPI)              | 3×-os platinalemez | 3 000 000+       | Értékesítésben |
| Franciaország (SNEP)       | Platinalemez       | 300 000+         | Értékesítésben |
| Németország (BVMI)         | Platinalemez       | 300 000+         | Szállításokon  |
| Magyarország (Mahasz)      | Platinalemez       | 25 000+          | Szállításokon  |
| Németalföld (NVPI)         | Aranylemez         | 40 000+          | Szállításokon  |
| Új Zéland (RIANZ)          | 2×-es platinalemez | 30 000+          | Szállításokon  |
| Lengyelország (ZPAV)       | Aranylemez         | 50 000+          | Értékesítésben |
| Dél-Afrika (RiSA)          | Platinalemez       | 50 000+          | Értékesítésben |
| Spanyolország (PROMUSICAE) | 2×-es platinalemez | 100 000+         | Szállításokon  |
| Svédország (GLF)           | Platinalemez       | 80 000+          | Szállításokon  |
| Svájc (IFPI)               | 2×-es platinalemez | 80 000+          | Szállításokon  |
| Egyesült Királyság (BPI)   | 5×-ös platinalemez | 1 682 000+       | Értékesítésben |
| Egyesült Államok (RIAA)    | Platinalemez       | 1 159 000+       | Értékesítésben |

## Külső hivatkozások
- Kylie Minogue hivatalos oldal (angol nyelven)